# Stazione di Bartolo Longo
La stazione di Bartolo Longo è una delle stazioni ferroviarie di Napoli, parte della ferrovia Napoli-Centro Direzionale-San Giorgio della Circumvesuviana.

## Storia
La fermata di Bartolo Longo entrò in servizio il 12 dicembre 2001, alcuni mesi dopo l'apertura della linea, attivata il 12 febbraio precedente.

## Strutture e impianti
La fermata di Bartolo Longo dispone di un fabbricato viaggiatori che ospita la sala d'attesa e la biglietteria. I binari sono due, uniti tramite una banchina: l'accesso è consentito o tramite un sottopassaggio o attraverso l'uso di scale mobili.

## Movimento
Il traffico passeggeri si mantiene su livelli discreti, soprattutto a livello pendolare verso Napoli. Nella fermata fermano tutti i treni con destinazioni per Napoli, San Giorgio a Cremano.

## Servizi
La fermata dispone di:
- Biglietteria
- Scale mobili
- Accessibilità per portatori di handicap
- Fermata autolinee
- Sottopassaggio
- Servizi igienici